# Scheitelzelle

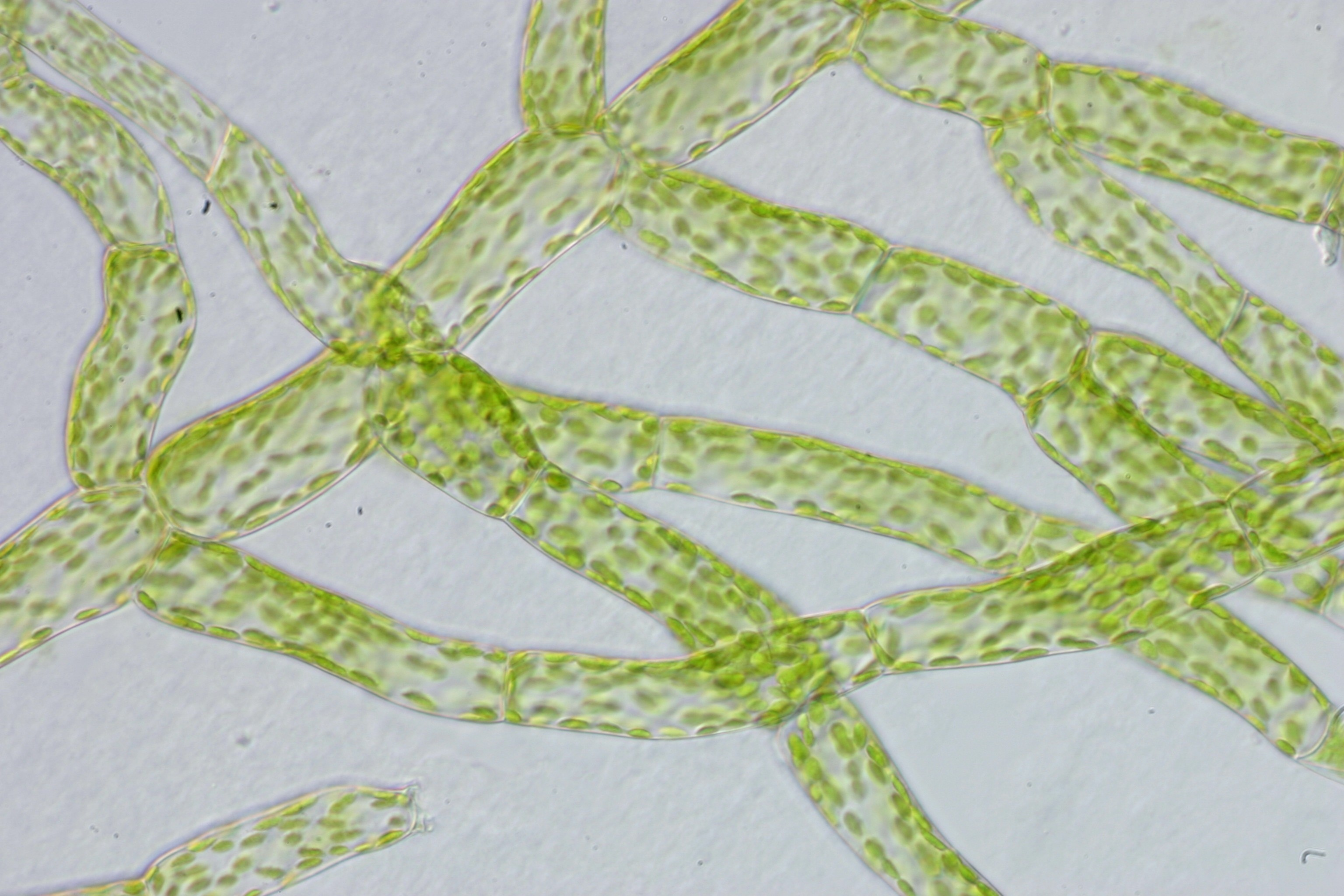
Protonemazellen des Laubmooses Physcomitrella patens. Die Scheitelzelle befindet sich links unten im Bild.

Eine Scheitelzelle ist bei pflanzlichen Organismen eine Zelle an der Spitze eines Thallus, eines Sprosses oder einer Wurzel. Sie gibt in regelmäßiger Folge Zellen, Segmente genannt, ab, verändert ihre Form dabei aber nicht.
- Einschneidige Scheitelzellen geben Zellen nur in einer Richtung ab, es entstehen Zellfäden, so zum Beispiel im Protonema der Moose[1]
- Zweischneidige Scheitelzellen ergeben flächige Strukturen, etwa bei thallosen Lebermoosen oder bei Blättchen von Laubmoosen. Diese Scheitelzellen sind keilförmig und gliedern auf zwei Seiten Segmente ab.
- Dreischneidige Scheitelzellen sitzen an der Sprossspitze vieler Moose und Farne. Sie besitzen die Form eines Tetraeders, wobei eine Fläche der Spitze zugewandt ist. Die drei übrigen Seiten gliedern reihum Segmente ab.
- Vierschneidige Scheitelzellen befinden sich in der Wurzelspitze von Farnen.

Scheitelzellen treten bei vielen Algen, bei den Moosen, den Schachtelhalmen und bei vielen Farnen auf. Manche Gefäßsporenpflanzen, besonders die Bärlappgewächse, sowie die Samenpflanzen besitzen keine Scheitelzellen, sie wachsen mit Meristemen.